# Le Fay-Saint-Quentin
Le Fay-Saint-Quentin è un comune francese di 545 abitanti situato nel dipartimento dell'Oise della regione dell'Alta Francia.

## Società

### Evoluzione demografica
Abitanti censiti